# Claus-Wilhelm Canaris

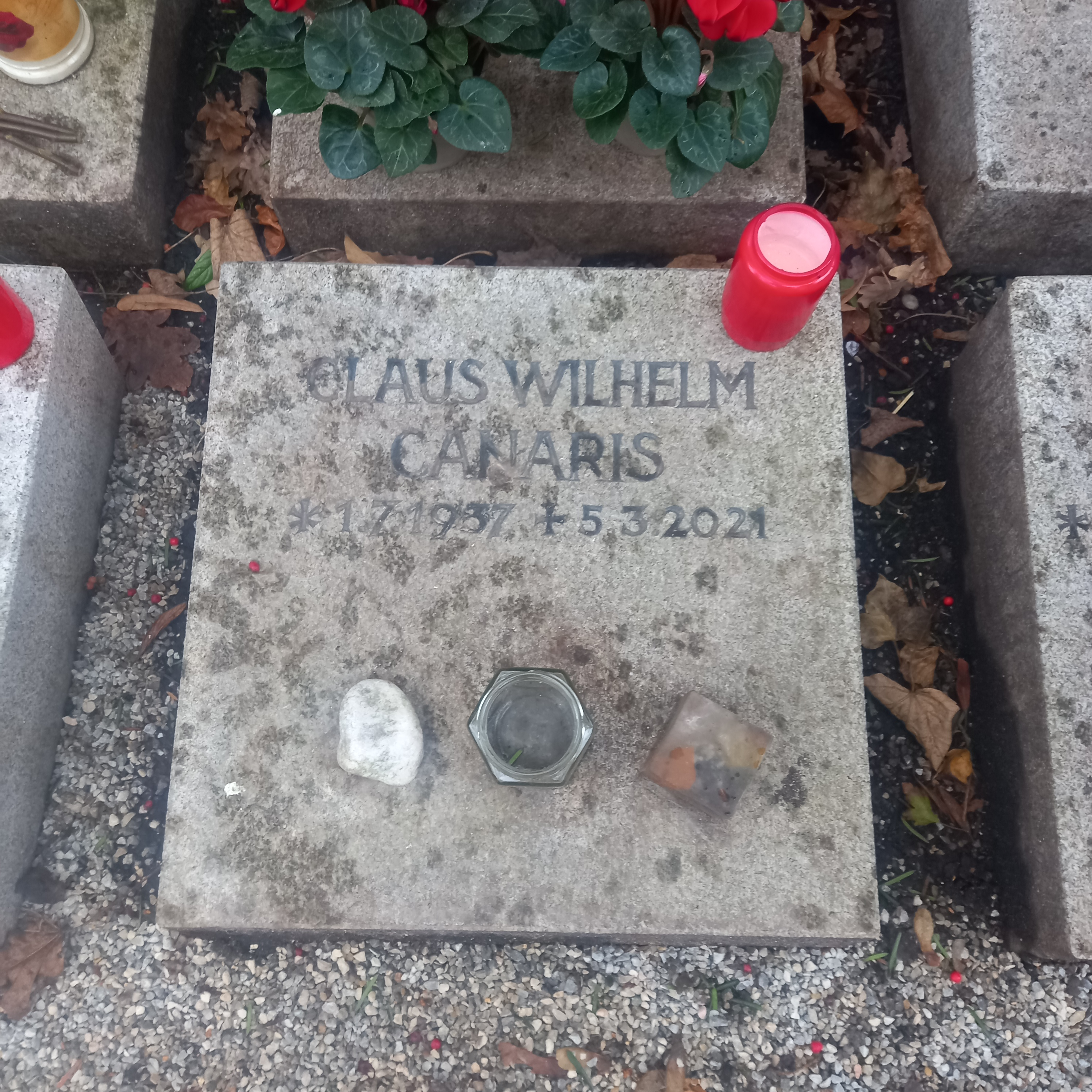
Das Grab von Claus-Wilhelm Canaris auf dem Bogenhausener Friedhof in München

Claus-Wilhelm Canaris (* 1. Juli 1937 in Liegnitz; † 5. März 2021 in München) war ein deutscher Rechtswissenschaftler, der als bedeutender zeitgenössischer Dogmatiker des Zivilrechts und als wichtiger Vertreter der juristischen Methodenlehre gilt.

## Leben
Claus-Wilhelm Canaris war der Sohn aus der Ehe von Constantin Canaris und seiner Ehefrau Ilse geb. Krenzer. Sein Bruder war Volker Canaris, ein Theaterintendant und Filmproduzent. Sein Großvater war der Industriemanager Carl August Canaris, dessen Bruder der Admiral Wilhelm Canaris.
Er ging in Königsberg, Miesbach und Düsseldorf in die Schule und machte 1957 am Humboldt-Gymnasium Düsseldorf Abitur. Für seine Leistungen wurde er in die Studienstiftung des deutschen Volkes aufgenommen. Das Studium der Rechtswissenschaft, der Philosophie und der Germanistik nahm er an der Universität München auf; für Auslandsaufenthalte ging er nach Genf und Paris. Das erste juristische Staatsexamen legte er 1961 in München ab und wurde Assistent bei Karl Larenz, bei dem er 1963 mit der Dissertation Die Feststellung von Lücken im Gesetz promoviert wurde. Nach dem Referendariat und dem zweiten Staatsexamen 1965 in München habilitierte er sich 1967 mit der Schrift Die Vertrauenshaftung im deutschen Privatrecht, ebenfalls bei Larenz.
Nach Lehrstuhlvertretungen lehnte er einen ersten Ruf nach 1968 ab und wurde stattdessen ordentlicher Professor an den Universitäten Graz (1968) und Hamburg (1969–1972). Seit 1972 war er als Nachfolger von Karl Larenz Professor für Bürgerliches Recht, Handels- und Arbeitsrecht sowie Rechtsphilosophie an der Universität München. Von seinem akademischen Lehrer Larenz übernahm er auch das Standardwerk zur Methodenlehre der Rechtswissenschaft.
Seit 1990 war Canaris ordentliches Mitglied der Bayerischen Akademie der Wissenschaften, wo er von 1999 bis 2007 das Amt des Sekretärs der philosophisch-historischen Klasse bekleidete und in dieser Position von 1999 bis 2005 das Amt des Vizepräsidenten wahrnahm.
Als Mitglied der vom Bundesministerium der Justiz einberufenen Kommission Leistungsstörungsrecht war Canaris 2001 maßgeblich an der Schuldrechtsreform beteiligt.
Am 1. Oktober 2005 wurde Claus-Wilhelm Canaris emeritiert. Nachfolger auf seinem Münchener Lehrstuhl wurde sein Schüler Hans Christoph Grigoleit. Bereits aus Anlass seines 65. Geburtstages widmeten ihm seine Schüler eine Festschrift mit dem Titel Kontinuität im Wandel der Rechtsordnung. Zu seinem 70. Geburtstag erschien eine weitere, zweibändige Festschrift, die 147 Beiträge aus dem In- und Ausland enthält. Zu seinem 80. Geburtstag wurde er nochmals durch eine umfangreiche Festschrift mit dem Titel Privatrechtsdogmatik im 21. Jahrhundert geehrt. Canaris starb im März 2021 im Alter von 83 Jahren.

## Auszeichnungen und Ehrungen
- 1988: Leibniz-Preis der Deutschen Forschungsgemeinschaft;
- Seit 1990: o. Mitglied der philosophisch-historischen Klasse der Bayerischen Akademie der Wissenschaften;
- 1990: Ehrendoktorwürde der Universität Lissabon;
- Seit 1991: o. Mitglied der Europäischen Akademie der Wissenschaften und Künste, Salzburg;
- 1993: Ehrendoktorwürde der Universität Madrid (Autónoma);
- 1993: Ehrendoktorwürde der Universität Graz;
- Seit 1994: o. Mitglied der Academia dei Giusprivatisti Europei, Pavia;
- 1994: Ehrendoktorwürde der Universität Athen;
- Seit 1995: Korrespondierendes Mitglied der Österreichischen Akademie der Wissenschaften, Wien (philosophisch-historische Klasse);
- 1999 bis 2006: Sekretär der philosophisch-historischen Klasse der Bayerischen Akademie der Wissenschaften und Vizepräsident in den Jahren 1999, 2001, 2003 sowie 2005;
- 2000: Verdienstorden der Bundesrepublik Deutschland (Verdienstkreuz 1. Klasse);
- Seit 2003: o. ausländisches Mitglied des Istituto Veneto di Scienze, Lettere ed Arti, Venedig;
- 2005: Ehrendoktorwürde der Universität Verona;
- 2006: Bayerischer Maximiliansorden für Wissenschaft und Kunst;
- 2008: o. ausländisches Mitglied des Istituto Lombardo Accademia di Scienze e Lettere, Mailand;
- 2009: Mitglied des Center for Advanced Studies der Ludwig-Maximilians-Universität München;
- 2012: Ehrendoktorwürde der Pontifícia Universidade Católica do Rio Grande do Sul (PUCRS).

## Schüler
Bei Canaris habilitierten sich folgende Rechtswissenschaftler:
- Marietta Auer, Direktorin des Max-Planck-Instituts für europäische Rechtsgeschichte Frankfurt am Main
- Hans Christoph Grigoleit, ordentlicher Professor an der Ludwig-Maximilians-Universität München; Lehrstuhlnachfolger von Claus-Wilhelm Canaris[5]
- Johannes Hager, emeritierter ordentlicher Professor an der Ludwig-Maximilians-Universität München[6]
- Carsten Herresthal, ordentlicher Professor an der Universität Regensburg[7]
- Felix Hey, Verlag Dr. Otto Schmidt und apl. Professor an der Ludwig-Maximilians-Universität München sowie der Universität zu Köln[8]
- Michael Junker, ehemaliger ordentlicher Professor an der Universität Greifswald und ehemaliger Managing Director der Unternehmensberatung Accenture
- Ingo Koller, emeritierter ordentlicher Professor an der Universität Regensburg[9]
- Katja Langenbucher, ordentliche Professorin an der Johann Wolfgang Goethe-Universität Frankfurt am Main[10]
- Jörg Neuner, ordentlicher Professor an der Universität Augsburg[11]
- Jens Petersen, ordentlicher Professor an der Universität Potsdam[12]
- Thomas Riehm, ordentlicher Professor an der Universität Passau[13]
- Reinhard Singer, ordentlicher Professor an der Humboldt-Universität zu Berlin[14]

## Schriften (Auswahl)
- Die Feststellung von Lücken im Gesetz, Berlin 1964, 2., überarbeitete Auflage 1983, ISBN 978-3-428-05311-7.
- Systemdenken und Systembegriff in der Jurisprudenz, entwickelt am Beispiel des deutschen Privatrechts, Berlin 1969, 2., überarbeitete Auflage 1983.
- Die Vertrauenshaftung im deutschen Privatrecht, München 1971.
- Bankvertragsrecht, Berlin und New York 1975, 2. Auflage 1981, 3. Auflage 1988, Band 1.
- Recht der Wertpapiere, 12. Auflage, München 1986.
- Lehrbuch des Schuldrechts Band II/2, 13. Auflage, München 1994.
- Methodenlehre der Rechtswissenschaft, 3. Auflage, Berlin 1995.
- Die Bedeutung der iustitia distributiva im deutschen Vertragsrecht (= Sitzungsberichte der Bayerischen Akademie der Wissenschaften, Jahrgang 1997, Heft 7), München 1997.
- Grundrechte und Privatrecht, Berlin, New York 1999.
- Schuldrechtsmodernisierung 2002, München 2002.
- Handelsrecht, 24. Auflage, München 2006.
- Gesammelte Schriften, 3 Bände, herausgegeben von Hans Christoph Grigoleit und Jörg Neuner, Berlin 2012.